# Scituloglaucytes suturalis
Scituloglaucytes suturalis är en skalbaggsart som först beskrevs av Francis Polkinghorne Pascoe 1867.  Scituloglaucytes suturalis ingår i släktet Scituloglaucytes och familjen långhorningar. Inga underarter finns listade i Catalogue of Life.